# DKV-Kanustation
Eine DKV-Kanustation ist eine Übernachtungsstation für Kanuwanderer. Dabei bieten Kanusportvereine des Deutschen Kanu-Verbandes (DKV) ihr Vereinsgelände nebst Sanitäreinrichtungen durchreisenden Kanuten gegen eine geringe Gebühr zur Nutzung an. Eine DKV-Kanustation ist kein Campingplatz, sondern in den meisten Fällen eine Wiese an einem Bootshaus. Sie sind durch eine spezielle Tafel gekennzeichnet.
Bundesweit gibt es 270 entsprechend ausgewiesene Kanustationen. DKV-Kanustationen stehen sowohl DKV-Mitgliedern als auch nichtorganisierten Kanuten offen; Verbandsmitglieder zahlen in der Regel einen um 25 % geringeren Preis.
Im Gegensatz dazu bezeichnet der Begriff Kanustation in den meisten Fällen einen kommerziellen Kanuverleih.

## Geschichte

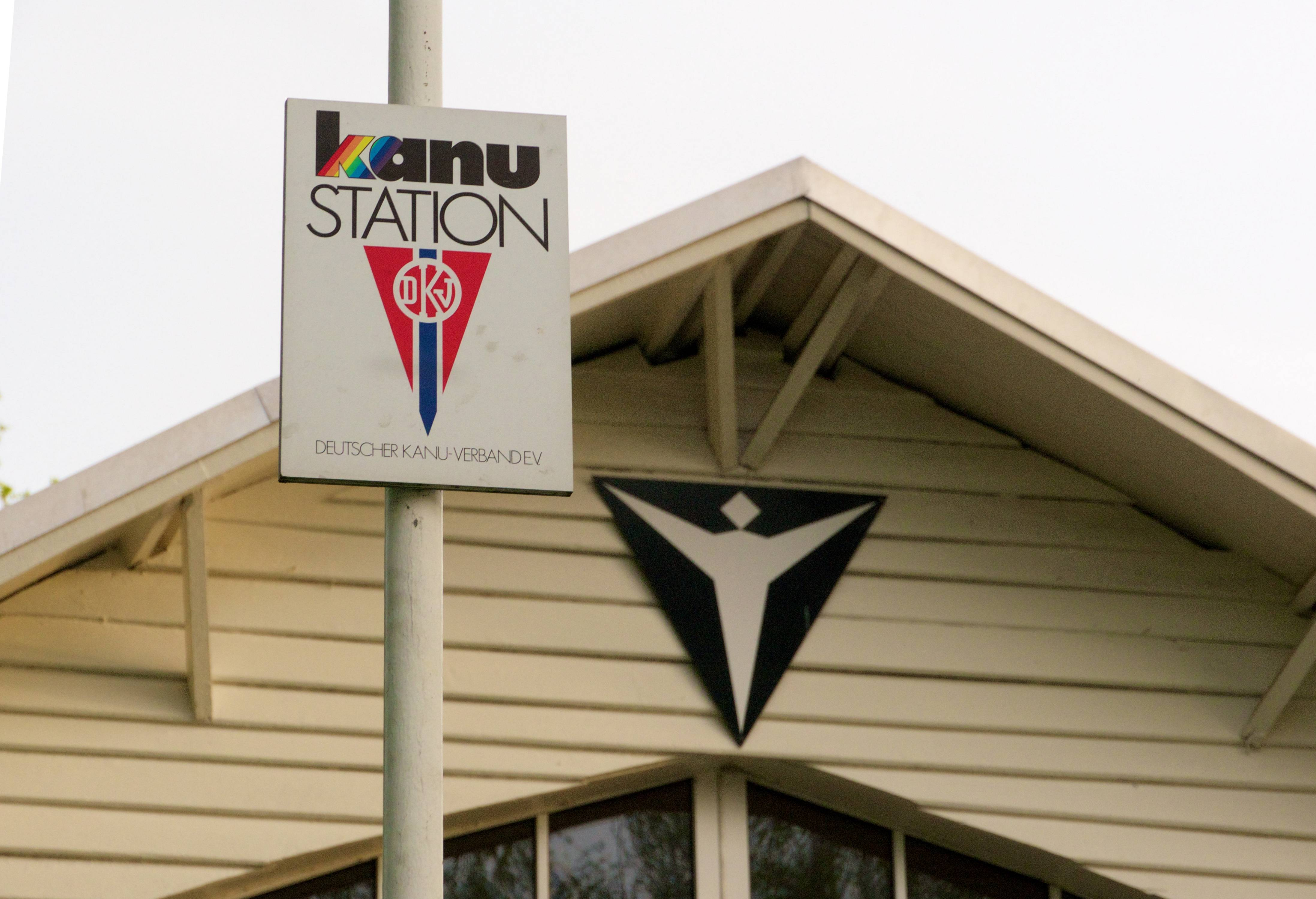
Hinweisschild Kanustation vor dem Bootshaus der Junkers Paddelgemeinschaft in Dessau-Roßlau

Als nach dem Ersten Weltkrieg das Kanufahren immer beliebter wurde, stellte sich die Frage nach günstigen Übernachtungsmöglichkeiten. Die Zeltausrüstungen, soweit überhaupt vorhanden, bestanden aus Zeltplanen oder Zelten ohne Boden. Hatten die Kanuten einen geeigneten Platz gefunden, so musste erst von einem Bauern Stroh als Schlafstätte besorgt und am nächsten Tag entsorgt werden. Zelten war daher nur bedingt in der wärmeren Jahreszeit möglich. Diese Gelegenheit nutzten am Fluss gelegene Gaststätten, indem sie den Kanuten preiswerte Übernachtungsmöglichkeiten anboten, auf die mit dem Schild "Kanustation" hingewiesen wurde.
Als die Zelte besser wurden und die Kanuten mehr und mehr zum Zelten übergingen, wiesen die an den Wanderflüssen gelegenen Kanuvereine mit entsprechendem Gelände dies als "DKV-Zeltplatz" aus. Das Schild "Kanustation" verlor langsam an Bedeutung. An mancher alten Gastwirtschaft findet man es als nostalgische Erinnerung auch heute noch. Die Gastwirtschaften haben sich, soweit sie noch existieren, aber auf ein anderes Publikum eingestellt.
Da immer weniger der vorhandenen Campingplätze vom Wasser aus erreichbar waren, wurde in den 1990er Jahren diskutiert, ein entsprechendes Netzwerk wieder aufleben zu lassen. Zum Deutschen Kanutag 1995 wurde beschlossen, Vereinen unter bestimmten Bedingungen ein entsprechendes Schild zu verleihen und diese in eine beim DKV geführte Liste aufzunehmen. Allerdings wurde (aus rechtlichen Gründen) nicht die Bezeichnung DKV-Zeltplatz, sondern das Schild DKV-Kanu-Station reaktiviert.

## Kriterien der DKV-Kanustationen
Der DKV hat bestimmte Kriterien festgelegt, die erfüllt werden müssen, damit sich ein Übernachtungsplatz als "DKV-Kanustation" bezeichnen darf. Diese betreffen das Platzangebot, Anlegemöglichkeiten, sanitäre Einrichtungen, Entsorgungsmöglichkeiten, Zugänglichkeit, Kostentransparenz, Aufenthaltsmöglichkeit im Bootshaus u. a. m.